# Апостольник

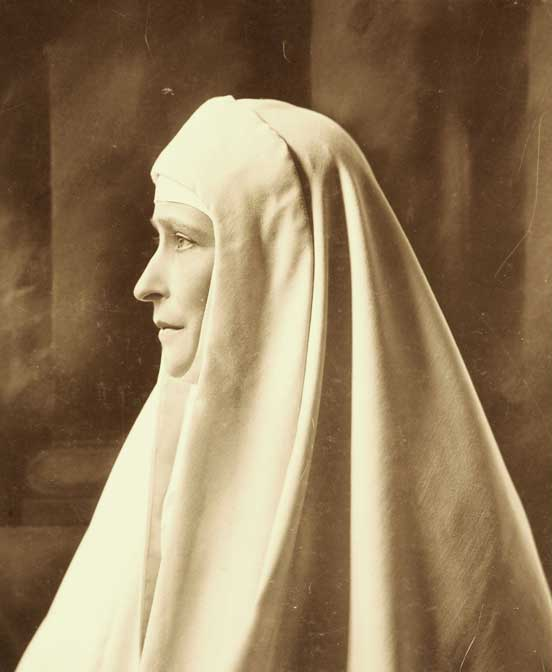
Велика княгиня Єлизавета Федорівна в апостольнику

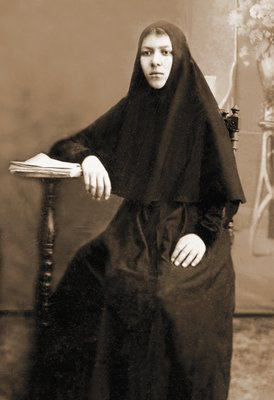

Апо́стольник — предмет одягу православної черниці, схожий на намітку. Являє собою хустку з вирізом для обличчя, кінці якого низпадають на плечі і покривають рівномірно груди й спину (можуть сягати живота). Поверх апостольника носять скуфію, камилавку чи клобук. Апостольник належить надівати також рясофорним послушницям.
У деяких церквах (РПЦ) апостольник є обов'язковою частиною облачення черниці, в інших може не вживатися: так, у Елладській церкві його заміняють великою хусткою, а в Румунській церкві він взагалі відсутній.
Вважають, що апостольник веде своє походження від мафорія. Апостольник з орарем були облаченням дияконіс. Феодорит Кирський, описуючи зовнішній вигляд своєї сучасниці преподобної Домніни (V століття), повідомляє, що вона була «вся покрита покривалом, що сягало колін».
Традиційний колір апостольника — чорний, але в разі, якщо черниця виконує певні послухи, він може бути білим. Для сестер Марфо-Маріїнської обителі, заснованої великою княгинею Єлизаветою Федорівною, був розроблений білий апостольник за зразком черничого.

## Католицький апостольник

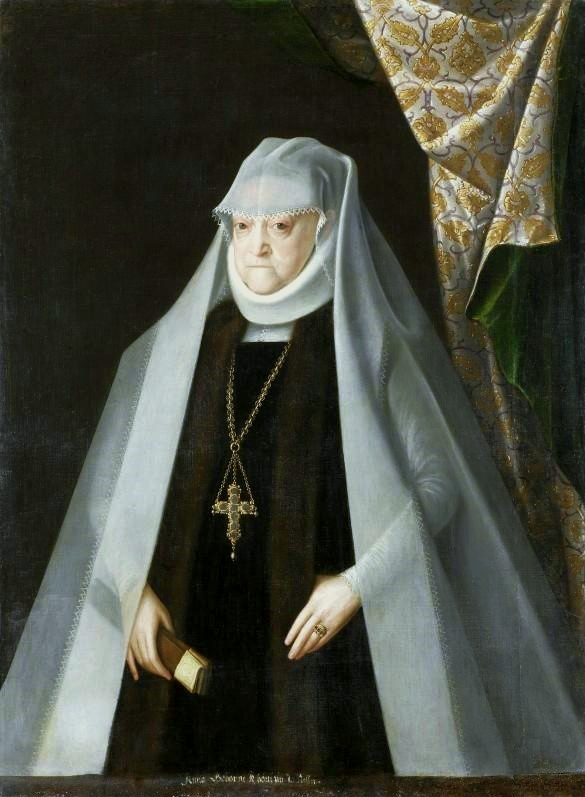
Польська королева Анна Ягеллонка у намітці під час вдовування

Аналогічне нижнє головне покривало-намітку (англ. wimple, фр. guimpe, ісп. griñón, пол. podwika) носять і католицькі черниці. Відмінність від православного апостольника полягає в тому, що кінці намітки не спадають на плечі, а зав'язуються під підборіддям.

## Джерело
- Шевченко Э. В. Апостольник. Православная энциклопедия. — М. : Церковно-научный центр «Православная энциклопедия», 2001. — Т. III. — С. 102. — ISBN 5-89572-008-0.(рос.)